# Cravagliana
Cravagliana est une commune de la province de Verceil dans le Piémont en Italie.

## Administration
| Période                                  | Période | Identité     | Étiquette | Qualité |
| ---------------------------------------- | ------- | ------------ | --------- | ------- |
|                                          |         | Sergio Bossi |           |         |
| Les données manquantes sont à compléter. |         |              |           |         |

### Communes limitrophes
Balmuccia, Cervatto, Fobello, Rimella, Rossa, Sabbia, Valstrona, Varallo Sesia, Vocca